# Bismarckturm (Hildesheim)
Der Bismarckturm in Hildesheim ist ein 1902 bis 1903 als Bismarck-Denkmal errichteter 20 m hoher Turm auf dem Galgenberg in Hildesheim, der heute als Aussichtsturm dient.

## Beschreibung
Der Bismarckturm steht auf der Nordwestflanke des Hildesheimer Galgenbergs (172,5 m ü. NHN) auf etwa 152,5 m Höhe. Er wurde aus Kalkstein nach dem bereits 1899 entstandenen Typenentwurf „Götterdämmerung“ des Architekten Wilhelm Kreis ausgeführt. Eine Inschrift über dem Eingang zeigt das Datum der Einweihung. Außerdem ist auf der dem Eingang gegenüberliegenden Seite am Säulenschaft ein Relief des Reichsadlers angebracht.
Zur Aussichtsplattform des 20 m hohen Turms führt eine aus 77 Stufen bestehende Steintreppe, an die sich eine 20 Stufen umfassende eiserne Wendeltreppe anschließt. Eine Besteigung des Turms ist normalerweise auf Anfrage möglich, jedoch ist der Turm zurzeit wegen Schäden geschlossen.

## Baugeschichte
Die Errichtung des Bismarckturms geht zurück auf die Anregung des Chefredakteurs Herman Mayer, der Vorstandsmitglied der Hildesheimer Ortsgruppe des Alldeutschen Verbands war. Daraufhin gründete sich im Mai 1901 ein Ausschuss für die Errichtung einer Bismarcksäule unter Vorsitz des Hildesheimer Arztes Sanitätsrat E. Müller. Der Standort wurde nach einem Gutachten des Architekten Wilhelm Kreis ausgewählt. Der Magistrat der Stadt Hildesheim bewilligte die Mittel auch für den Einbau einer Treppenanlage, so dass mehr als die ursprünglich geplante reine Feuersäule gebaut werden konnte.
Am 19. August 1902 begann der Hildesheimer Maurermeister und Architekt Karl Kattentidt unter Leitung des ebenfalls aus Hildesheim kommenden Architekten W. Braul mit der Ausführung des Baus, eine Grundsteinlegung erfolgte nicht. Die Bauarbeiten endeten am 1. Mai 1903. Die Baukosten beliefen sich auf 44.000 Mark. Die Gestaltung des die Säule umgebenden Platzes erfolgte 1904. Die feierliche Einweihung des Turms fand am 1. April 1905 statt.
Ursprünglich war auf der Spitze des Turms eine Feuerschale aus Eisenblech angebracht, deren Probebefeuerung am 15. März 1904 erfolgte. Diese wurde zunächst mit Gas befeuert, später wegen des damit verbundenen Funkenflugs, der die Bäume in der Umgebung gefährdete, mittels mit Petroleum getränktem Torf. Seit wann diese Schale fehlt, ist unbekannt.

## Weitere Geschichte
In der Nacht vom 9. auf den 10. November 1938 fand am Bismarckturm eine vom Führer des Hildesheimer SS-Sturms Emil Frels geleitete Gedenkfeier zur Erinnerung an den Hitlerputsch statt, während der dieser informiert wurde, dass er dringend die Dienststelle des SS-Abschnitts Hannover anrufen solle. In dem anschließenden Telefonat erhielt Frels den Befehl zur Zerstörung der Synagoge am Lappenberg in Hildesheim.
Wegen seiner für diesen Zweck idealen Lage diente der Turm im Zweiten Weltkrieg als Flakstellung.